# Einsiedl (Inzell)
Die Einöde Einsiedl ist ein Gemeindeteil der Gemeinde Inzell im oberbayerischen Landkreis Traunstein. 

## Lage

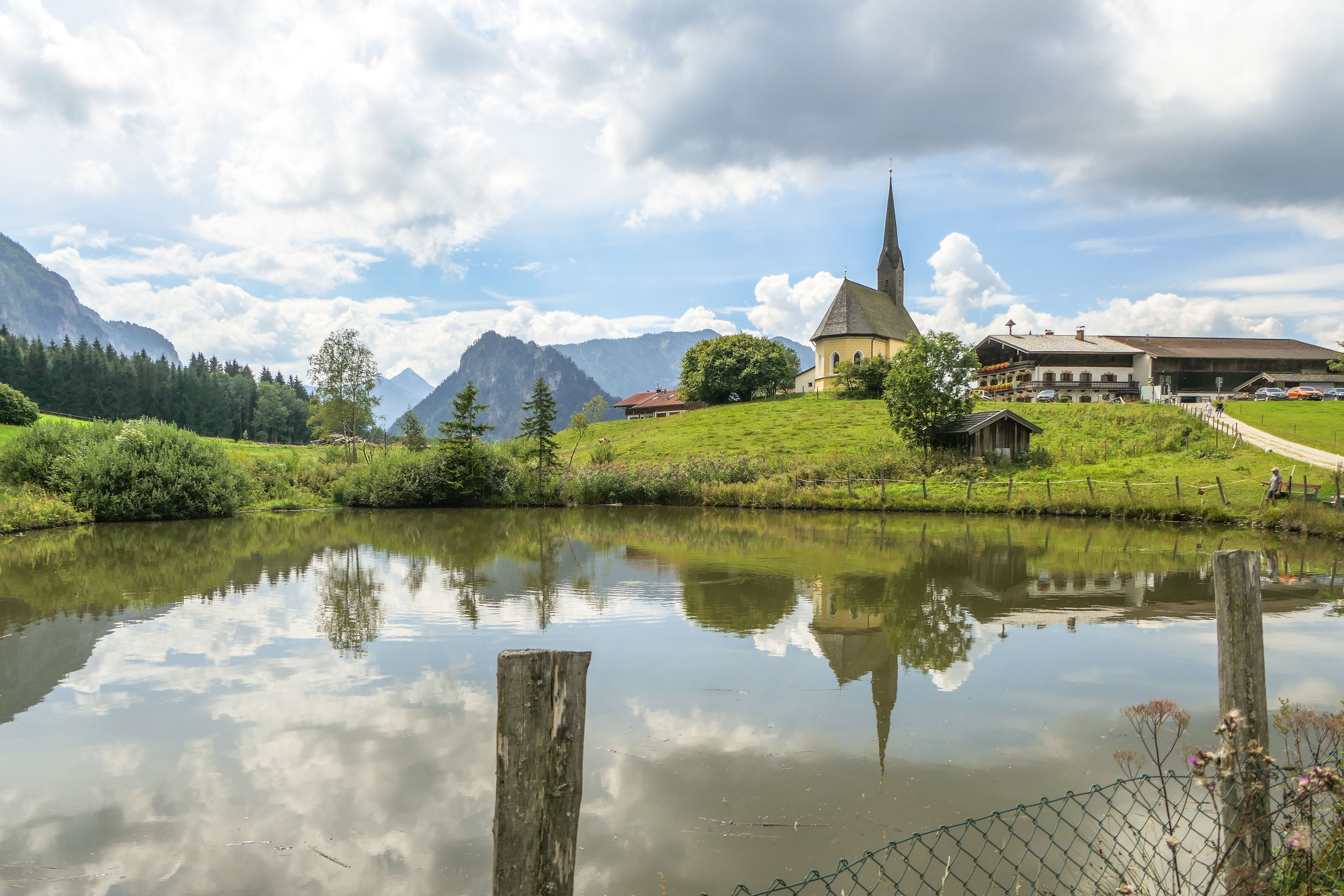
Der Blick aus dem Talgrund östlich der Einöde

Einsiedl befindet sich etwa 2,5 Kilometer östlich des Zentrums von Inzell. Die nächstliegenden Gemeindeteile sind Sterr, Schneewinkl und Kapell. Einsiedl besteht aus den Gebäuden des Bauernhofes Einsiedlhof sowie der katholischen Filialkirche St. Nikolaus.

## Geschichte
Zwischen den Grafen von Plain, die seit dem 8. Jahrhundert im Raum Reichenhall in Oberbayern ansässig waren, und dem Erzbischof von Salzburg kam es im 12. Jahrhundert zu Konflikten. In deren Verlauf wurde unter Luitpold II., Graf von Plain im Jahr 1167 die Stadt Salzburg verwüstet. Luitpold wurde daraufhin in eine Einöde unterhalb des Staufen verbannt. Dort begann er um das Jahr 1177, eine kleine Kirche zu errichten. Diese wurde 1212 durch den Salzburger Erzbischof Eberhard von Regensberg geweiht. Dem in der Weihe als Einsiedler bezeichneten Luitpold wurde zugleich das an der Kirche gelegene Gut vermacht, um den Erhalt der Kirche zu sichern.
Spätestens im 14. Jahrhundert wurde Einsiedl namentlich in einem Urbar des Klosters St. Zeno in Bad Reichenhall aufgeführt. Eine Güterbestandsaufnahme aus dem 18. Jahrhundert zählt Einsiedl zur Gemeinde Inzell und verzeichnet im Ortsteil zwei Anwesen: eine Hofmarksherrschaft (einen Sechzehntel-Hof) und ein Häusl.
Das Amtliche Ortsverzeichnis für Bayern verzeichnet für 1925 15, für 1950 23 und für 1970 7 Einwohner in Einsiedl.

## Tourismus

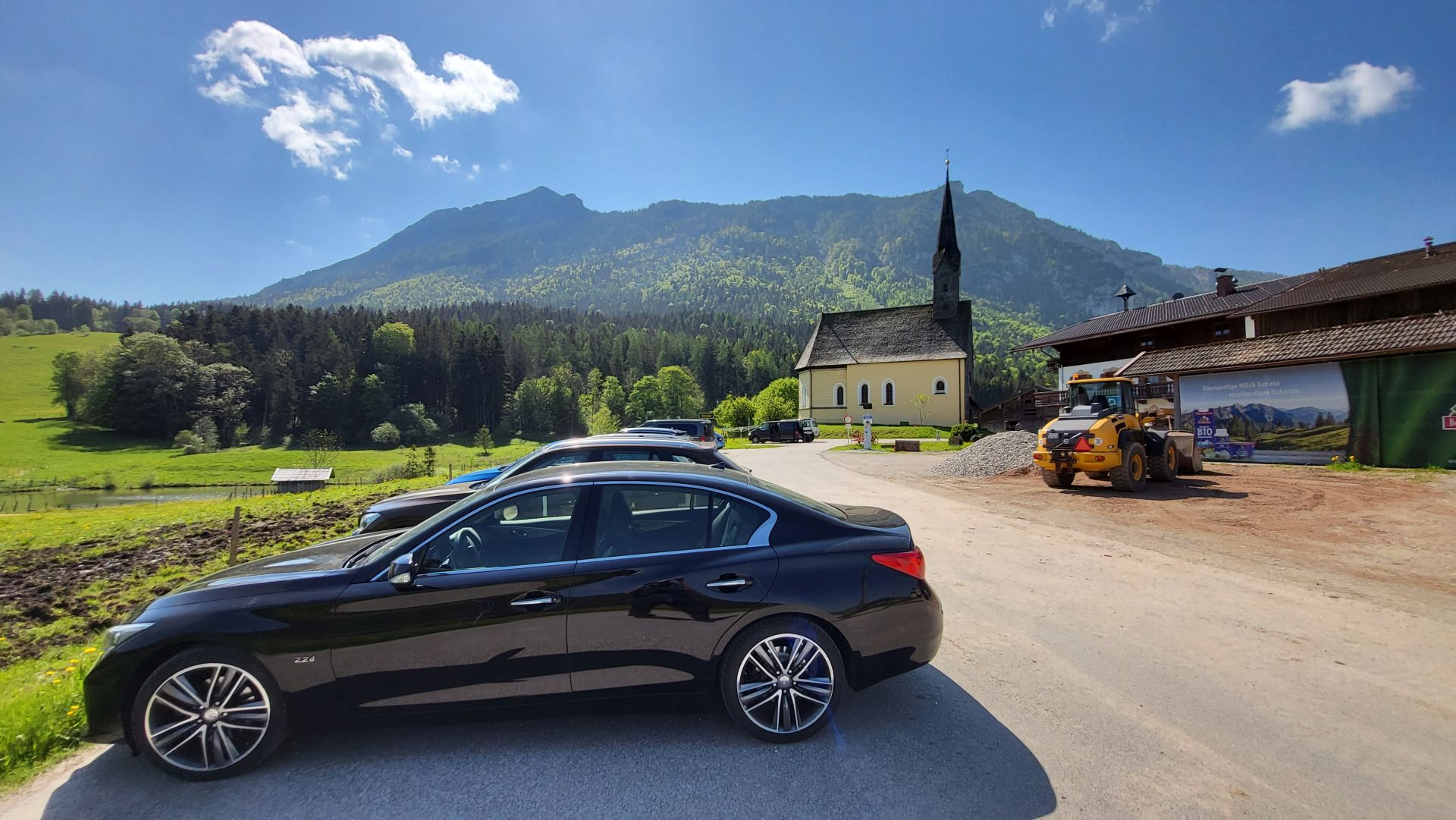
Wandererparkplatz Einsiedl

Der Bauernhof Einsiedl bietet Übernachtungen in verschiedenen Ferienwohnungen und -zimmern an. Der unmittelbar am Gehöft befindliche Wandererparkplatz Einsiedl wird als Ausgangspunkt für Wanderungen und Gipfeltouren in der Umgebung genutzt. Über die Kohleralm können zum Beispiel das Gruberhörndl (1493 m), der Gamsknogl (1750 m) oder der Zwiesel (1782 m) bestiegen werden. Einsiedl liegt an der Inzeller Panorama-Runde, weitere Wanderwege führen zum Falkensee oder zum Frillensee.